# Municipio de Ziracuaretiro
El municipio de Ziracuaretiro es uno de los 113 municipios en que se divide el estado mexicano de Michoacán.

## Toponimia
Ziracuaretiro significa ‘lugar donde termina el frío y comienza el calor’. También es encontrado su significado como ‘lombríz’.

## Historia
La fundación del pueblo se remonta años antes de la llegada de los españoles. Es un lugar atractivo en cuanto a su naturaleza y propicio para el cultivo de frutales. En 1554, Don Vasco de Quiroga, plantó 5 especies distintas de plátano traídas de la isla de Santo Domingo y se propagaron los que existen en la región.
En 1822, contaba con 327 habitantes, dedicados principalmente a la agricultura.
En 1831, se elevó a la categoría de tenencia, perteneciendo al municipio de Taretan y el 16 de marzo de 1922 s independizo como municipio 
En 1930, el estado se dividía en 18 distritos, perteneciendo Ziracuaretiro al distrito de Uruapan, junto con las municipalidades de Charapan, Cherán, Nahuátzen, Paracho, Parangaricutiro, Peribán, Los Reyes, Tancítaro, Taretan, Tingambato y Uruapan.

## Geografía

### Localización y extensión
Se localiza en la parte central del estado, en las coordenadas 19°26′ de latitud norte y 101°55′ de longitud oeste, a una altitud de 1380 m s. n. m. Limita al norte con el municipio de Tingambato; al este con el municipio de Salvador Escalante; al sur con el municipio de Taretan; y al oeste con el municipio de Uruapan. Su distancia a la capital del estado es de 121 km.
Tiene 159,6 km² y representa el 0.27 % por ciento del total del estado.

### Orografía
Su relieve está inscrito en el Eje Neovolcánico, en el que destacan los cerros el Cobero, Cueva, Salto, Panadero y Malpaís.

### Hidrografía y clima
Su hidrografía se constituye principalmente por los ríos Ziracuaretiro, Ziraspen, la Brújula y Calicanto, y manantiales de agua fría.
Su clima es tropical con lluvias en verano. Tiene una precipitación pluvial anual de 1200 mm y temperaturas que oscilan entre 8 y 37 °C.

### Ecosistemas, recursos naturales y uso del suelo
En el municipio dominan el bosque mixto, con pino y encino y el bosque tropical caduco, con ceiba, cedro, parota y tepeguaje. Su fauna se conforma por venado, conejo, coyote, tejón, zorro, tlacuache, ardilla, cuervo, guacamaya, gorrión, pájaro carpintero y primavera.
La superficie forestal maderable, es ocupada por pino y encino.
Los suelos del municipio datan de los períodos Cenozoico, Terciario inferior y Eoceno, corresponden principalmente a los del tipo podzólico y pradera de montaña. Su uso es primordialmente forestal y en menor proporción agrícola y ganadero.

## Demografía
El municipio de Ziracuaretiro tiene un total de 18 402 habitantes de acuerdo con los resultados del Conteo de Población y Vivienda de 2020 realizado por el Instituto Nacional de Estadística y Geografía, de esa totalidad de habitantes 9061 son hombres y 9341 son mujeres; por lo que el 49.2 % de su población es de sexo masculino y el 50.8 % femenino.

### Localidades
En el censo de 2020 el municipio de Ziracuaretiro contaba con 37 localidades.
| Código INEGI      | Localidad             | Población (2020) |
| ----------------- | --------------------- | ---------------- |
| 161110009         | San Ángel Zurumucapio | 5 788            |
| 161110001         | Ziracuaretiro         | 3 019            |
| 161110008         | San Andrés Coru       | 2 441            |
| 161110011         | Zirimícuaro           | 1 661            |
| 161110007         | Patuán                | 1 571            |
| 161110002         | Caracha               | 1 155            |
| Otras localidades | Otras localidades     | 2 767            |
| Total municipal   | Total municipal       | 18 402           |

## Relaciones Internacionales

### Hermanamientos
La ciudad de Ziracuaretiro tiene Hermanamientos con las siguientes ciudades alrededor del mundo:
- Perico, Cuba (2005)[11][12][13][14]
- Nijmegen, Países Bajos (2013)[15]
- Matanzas, Cuba (2016)[16]
- Zihuatanejo, México (2016)[17]